# Arcille
Arcille è una frazione del comune italiano di Campagnatico, nella provincia di Grosseto, in Toscana.

## Geografia fisica
La frazione di Arcille è situata nella parte meridionale del territorio comunale, nel pianetto di Sant'Antonio, un'area pedecollinare al limite est della Piana Grossetana, nella Maremma grossetana. Il paese sorge sulla riva destra del fiume Ombrone, in un punto pianeggiante lungo l'omonima valle; a sud è delimitato dal corso del torrente Trasubbie, che va a immettersi nell'Ombrone poco distante, e che segna il confine con il comune di Scansano.
La frazione confina ad ovest con Istia d'Ombrone, e quindi con il comune di Grosseto, a nord-ovest con Marrucheti, a nord con Campagnatico, ad est con Polveraia e Baccinello, a sud con Preselle. Il centro abitato dista circa 12 km dal capoluogo comunale e poco più di 13 km da Grosseto.

## Storia
Il toponimo Arcille deriva dalle piccole fortificazioni (arcillae) che si trovavano lungo la strada che va a Cinigiano a difesa di viandanti in epoca romana. Per secoli area rurale scarsamente abitata, la frazione si è sviluppata solamente nel corso del XX secolo, a seguito della completa bonifica della pianura maremmana e della riforma agraria avviata nel 1951.
Il borgo doveva fungere come centro di servizio e aggregazione per tutti quei poderi e case coloniche sparse nella vasta campagna della valle delle Trasubbie, nel punto in cui il torrente confluisce nel fiume Ombrone, in seguito al fenomeno dell'appoderamento. Il villaggio doveva chiamarsi inizialmente Sant'Antonio, in quanto sarebbe venuto a sorgere su un terreno della tenuta di Sant'Antonio, ma infine gli fu preferito il toponimo originale. Il borgo di Arcille fu fondato il 29 dicembre 1954, con la posa della prima pietra, ed inaugurato ufficialmente il 23 marzo 1958, alla presenza del ministro all'agricoltura Emilio Colombo. Nel 1955 era stata istituita la parrocchia, intitolata alla Madonna di Lourdes, per volere del vescovo Paolo Galeazzi, il quale propose di cambiare il nome di Arcille in "Argille", poiché il terreno circostante risultava particolarmente ricco di argilla adatta alla fabbricazione di laterizi: il cambiamento non avvenne mai a causa del dissenso della popolazione. Arcille è stata elevata a frazione di Campagnatico nel corso degli anni sessanta; tuttavia, il nome della frazione non corrispose a quello del centro abitato, ma a Sant'Antonio, in quanto comprendeva anche le località rurali sparse nell'omonimo pianetto che un tempo erano comprese nella storica tenuta.
Nel 2007 sono riemersi nei pressi del paese i resti fossili di tre antenati degli attuali dugonghi (mammiferi marini erbivori), vissuti nella zona oltre 4,5 milioni di anni fa, nel periodo pliocenico, in cui gli attuali affioramenti sabbiosi erano il fondale del mare tirrenico. Uno dei tre reperti fossili è di grande valore scientifico perché è stato considerato dagli studiosi il reperto più completo della specie esistente al mondo. La scoperta e lo scavo sono stati effettuati dai ricercatori del Museo Geopaleontologico GAMPS di Scandicci.

## Monumenti e luoghi d'interesse

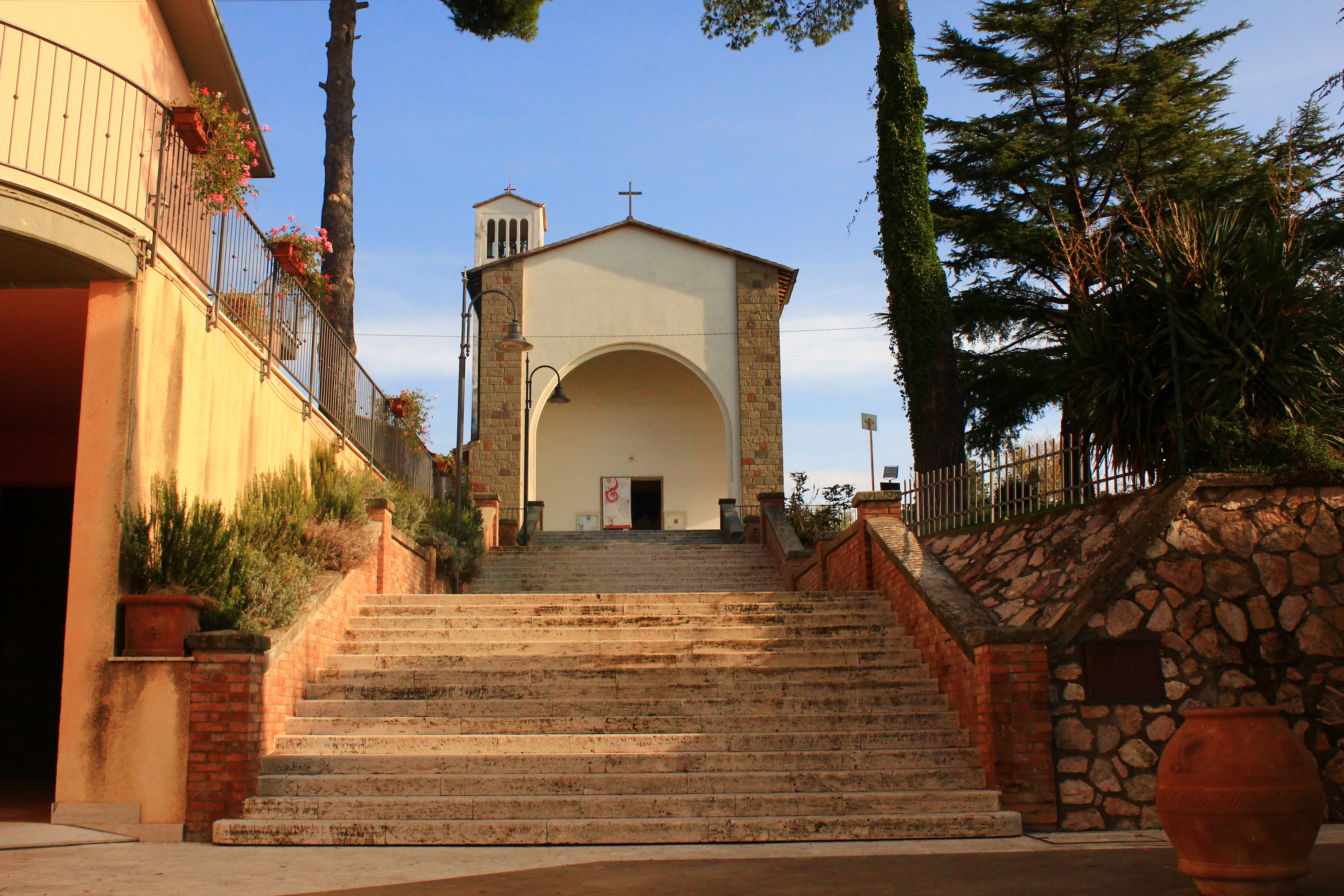
La chiesa della Madonna di Lourdes

### Architetture religiose
- Chiesa della Madonna di Lourdes, chiesa parrocchiale della frazione, è situata in posizione dominante rispetto al resto del paese. L'edificio di culto, insieme alla canonica, è stato realizzato contestualmente alla fondazione del borgo agricolo da parte dell'Ente Maremma,[5] in seguito all'attuazione della riforma fondiaria a partire dal 1951. La parrocchia di Arcille, dedicata alla Madonna di Lourdes, venne istituita dal vescovo Paolo Galeazzi il 1º gennaio 1955,[5] mentre il riconoscimento civile arrivò il 23 marzo 1958.[5] La chiesa fu consacrata da monsignor Galeazzi il 23 marzo 1958,[5] centenario delle apparizioni mariane alla pastorella Bernadette Soubirous. L'edificio si presenta ad aula unica, con campata a sei arcate e una serie da tre monofore su entrambi i lati.[5] Sulla sinistra dell'abside svetta il campanile. All'interno, la chiesa conserva una tavola raffigurante La cena d'Emmaus, realizzata dal pittore Arnaldo Mazzanti nel 2002.
- Cappella di San Filippo Apostolo, chiesina di origine ottocentesca a servizio della storica fattoria in località Sticcianese, situata a pochi chilometri dal centro di Arcille, è stata ristrutturata in stile neoromanico nel 1938.[5]
- Cappella di Sant'Anna, piccolo edificio di culto situato nella località rurale del Granaione, è stata eretta nel 1938.[5]

### Architetture civili
- Fattoria di Sticcianese, storico complesso rurale al quale è attigua la cappella di San Filippo Apostolo.
- Fattoria di Sant'Antonio, complesso rurale adiacente alla sponda sinistra del fiume Ombrone.

## Società

### Evoluzione demografica
Quella che segue è l'evoluzione demografica di Arcille.
| Anno | Abitanti       | Abitanti |
| Anno | Centro abitato | Frazione |
| ---- | -------------- | -------- |
| 1961 | 44             | -        |
| 1981 | 95             | 1 227    |
| 1991 | 94             | -        |
| 2001 | 100            | -        |
| 2011 | 241            | -        |

## Geografia antropica
La frazione di Arcille si estende su un vasto territorio rurale delimitato dai corsi del fiume Ombrone e delle Trasubbie e dai confini amministrativi con i comuni di Cinigiano, Scansano e Roccalbegna. Fino al 1991 la frazione era in realtà denominata Sant'Antonio, in quanto raggruppava più località comprese nella vecchia tenuta di Sant'Antonio e il paese di Arcille non aveva ancora raggiunto una posizione di predominanza sugli altri centri abitati.
Il centro abitato di Arcille (46 m s.l.m., 241 abitanti) è situato a sud-ovest nel territorio della frazione rispetto alle altre località. La frazione conta nel suo insieme circa 1 200 abitanti. Questo l'elenco delle altre cinque località rurali:
- Granaione (80 m s.l.m., 35 abitanti)[7]
- Pianetto (39 m s.l.m., 63 abitanti)[7]
- Sabatina (168 m s.l.m., 12 abitanti)[7]
- Sant'Antonio (41 m s.l.m., 64 abitanti)[7]
- Sticcianese (100 m s.l.m., 23 abitanti)[7]

## Economia
Arcille basa la sua attività soprattutto sul settore agricolo, con la presenza di numerose aziende nella zona. Ogni anno si tengono nel paese numerose sagre gastronomiche (fava fresca e baccalà, tartufo, fungo porcino fritto, zafferano) che rendono la località molto nota anche al di fuori del territorio provinciale.

## Infrastrutture e trasporti
La frazione fu servita nella prima metà del Novecento dalla ferrovia privata che collegava le miniere di Cana e di Baccinello con la ferrovia Tirrenica. Nel 1916 venne attivato il primo tratto da Cana ad Arcille, e due anni dopo fu inaugurato il prolungamento per Rispescia. Nel 1920, tuttavia, venne realizzato il tratto Arcille-Grosseto al fine di permettere facili collegamenti con la sede grossetana delle officine Ansaldo, portando così la linea per Rispescia alla dismissione. La nuova ferrovia rimase attiva fino agli anni cinquanta, quando ne fu decisa la chiusura.

## Sport
Nella frazione ha sede la società calcistica ASD Arcille 1972 che milita nel campionato di Terza Categoria.
Arcille è anche frequentata per l'attività di pesca sportiva data la grande quantità di pesci (soprattutto carpe) che popolano il fiume Ombrone nei pressi dell'abitato.